# Distrikt Pillco Marca
Der Distrikt Pillco Marca liegt in der Provinz Huánuco in der Region Huánuco in Zentral-Peru. Der Distrikt wurde am 5. Mai 2000 gegründet. Er hat eine Fläche von 69 km². Im Jahr 2017 betrug die Einwohnerzahl 44.776. Im Jahr 2007 lag diese bei 23.896. Die Bevölkerung ist überwiegend indigener Abstammung mit Muttersprache Quechua. Verwaltungssitz des Distriktes ist die am linken Flussufer des Río Huallaga auf 1930 m Höhe gelegene Stadt Cayhuayna mit 36.295 Einwohnern (Stand 2017). Cayhuayna liegt 3,5 km südsüdwestlich der Regions- und Provinzhauptstadt Huánuco und gehört zu deren Ballungsraum.

## Geographische Lage
Der Distrikt Pillco Marca liegt in der peruanischen Zentralkordillere. Er hat eine Längsausdehnung in NW-SO-Richtung von 44 km. Der äußerste Südosten des Distrikts wird vom Río Huallaga durchflossen.
Der Distrikt Pillco Marca grenzt im Westen an die Distrikte San Francisco de Cayrán und San Pedro de Chaulán, im Norden an den Distrikt Huánuco, im Nordosten an den Distrikt Amarilis, im Südosten an die Distrikte Conchamarca, Huácar und Cayna (alle drei in der Provinz Ambo).